# Roeslerstammiidae
De Roeslerstammiidae zijn een familie van vlinders in de superfamilie Gracillarioidea. Deze familie telt 53 soorten in 13 geslachten.

## Geslachten en soorten
- Agriothera Meyrick, 1907
  - Agriothera aeruginosa Meyrick, 1913
  - Agriothera cristata Diakonoff, 1951
  - Agriothera elaeocarpophaga Moriuti, 1978
  - Agriothera issikii Moriuti, 1978
  - Agriothera melanacma Meyrick, 1907
  - Agriothera meyricki Moriuti, 1978
- Amphithera Meyrick, 1893[2]
  - = Zonops Turner, 1900
  - Amphithera aurea Diakonoff, 1955
  - Amphithera choanogena Diakonoff, 1955
  - Amphithera crimnodes Diakonoff, 1955
  - Amphithera eulampra Diakonoff, 1955
  - Amphithera euniphadopa Diakonoff, 1955
  - Amphithera hemerina Turner, 1923
  - Amphithera heteroleuca (Turner, 1900)
    - = Zonops heteroleuca Turner, 1900
    - = Amphithera monstruosa Turner, 1913

  - Amphithera heteromorpha Meyrick, 1893[2]
  - Amphithera nivilita Diakonoff, 1955
  - Amphithera personata Diakonoff, 1955
  - Amphithera poliochlamys Diakonoff, 1955
  - Amphithera smaragdopa Meyrick, 1921
  - Amphithera tyriochalca Meyrick, 1930
- Chalcoteuches Turner, 1927
  - Chalcoteuches chlorantha Diakonoff, 1955
  - Chalcoteuches phlogera Turner, 1926
- Cuphomorpha Turner, 1939
  - Cuphomorpha tanyceros Turner, 1939
- Dasycarea Zeller, 1877
  - Dasycarea viridisquamata Zeller, 1877
- Dinocrana Turner, 1933
  - Dinocrana chrysomitra Turner, 1933
- Enchoptila Turner, 1914
  - Enchoptila idiopis Turner, 1914
- Harpedonistis Meyrick, 1893[2]
  - Harpedonistis gonometra Meyrick, 1893[2]
- Hestiaula Meyrick, 1893[2]
  - Hestiaula rhodacris Meyrick, 1893[2]
- Macarangela Meyrick, 1893[2]
  - Macarangela leucochrysa Meyrick, 1893[2]
  - Macarangela pyracma Meyrick, 1893[2]
  - Macarangela uranarcha Meyrick, 1893[2]
- Sphenograptis Meyrick, 1913
  - Sphenograptis celetica Meyrick, 1913
- Telethera Meyrick, 1913
  - Telethera blepharacma Meyrick, 1913]
  - Telethera formosa Moriuti, 1978
  - Telethera inthawichayanoni Moriuti, 1987
  - Telethera karsholti Moriuti, 1987
- Thalassonympha Meyrick, 1931
  - Thalassonympha mysteriodes Meyrick, 1931
- Thereutis Meyrick, 1893[2]
  - Thereutis arcana Meyrick, 1893[2]
  - Thereutis chionozyga Meyrick, 1893[2]
  - Thereutis conscia Meyrick, 1922
  - Thereutis insidiosa Meyrick, 1893[2]
  - Thereutis noxia Meyrick, 1921
  - Thereutis schismatica Meyrick, 1893[2]
- Roeslerstammia Zeller, 1839
  - Roeslerstammia bella Moriuti, 1972
  - Roeslerstammia erxlebella (Fabricius, 1787)
    - = Alucita erxlebella Fabricius, 1787
    - = Tinea chrysitella Treitschke, 1833
    - = Tinea fuscocuprella Haworth, 1828
    - = Roeslerstammia erxlebeniella Zeller, 1839

  - Roeslerstammia hemiadelpha Treitschke, 1922
  - Roeslerstammia metaplastica Meyrick, 1922
  - Roeslerstammia nitidella Moriuti, 1972
  - Roeslerstammia pronubella (Denis & Schiffermueller, 1775)
  - Roeslerstammia transcaucasica Toll, 1958